# A Prato

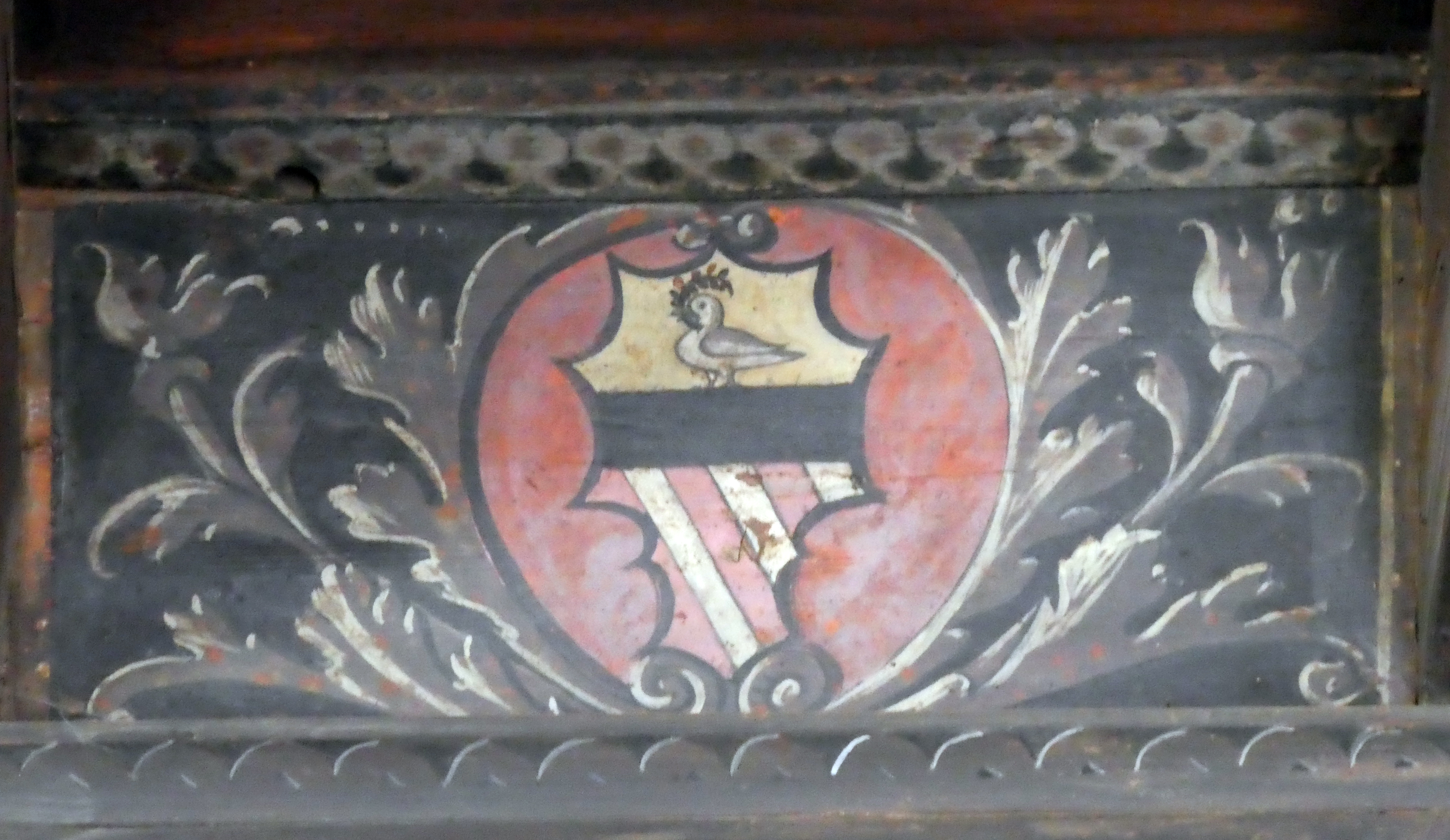
Lo stemma della famiglia a Prato dipinto su una tavoletta del soffitto dell'atrio di palazzo Geremia di Trento

Gli a Prato sono una famiglia nobile della provincia di Trento; acquisirono grande influenza a Trento soprattutto nel Cinquecento e Seicento, e furono anche signori di Segonzano in val di Cembra.

## Storia
La famiglia aveva radici lombarde, e giunse a Trento nella prima metà del Quattrocento dal paese di Barzio in Valsassina; il primo membro della famiglia di cui si ha notizia nella città alpina fu Antonio a Prato (figlio forse di Mariano), morto entro il 1452, che ebbe due figli, Geroldo e Giovanni. 

### Ramo di Pergine

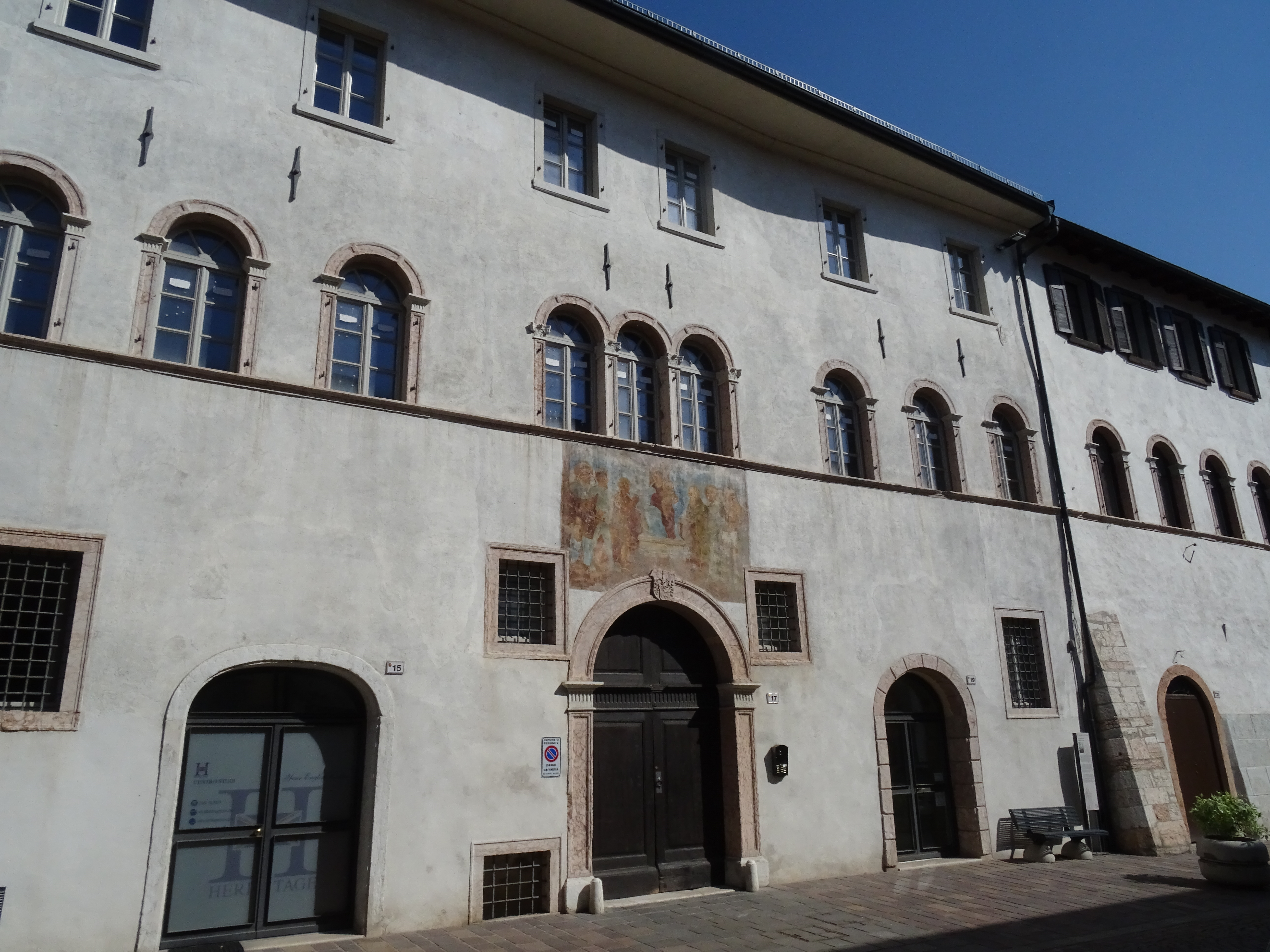
Il Palazzo a Prato di Pergine Valsugana

Uno dei figli di Antonio, Giovanni, si stabilì a Pergine Valsugana, dove la famiglia entrerà in possesso dell'odierno Palazzo a Prato, in via Tomaso Maier 47, nonché delle miniere perginesi; nel 1498, suo figlio Giacomo concesse un prestito a Massimiliano I d'Asburgo, che era impegnato nella guerra sveva, e per questo venne convocato nella commissione incaricata delle trattative per l'armistizio, e nel 1499 gli venne concesso di caricare nel cielo azzurro dello stemma della sua famiglia una colomba con ramo d'ulivo, simbolo della pace.
Giacomo a Prato venne succeduto dal figlio Cristoforo Giuseppe (avuto da sua cugina Valentina, figlia di Geroldo), che fu capitano di Carlo V nel 1544; figlio di Cristoforo fu un altro Giacomo, che nel 1606 donò il terreno per la costruzione di un convento francescano con annessa chiesa (che verrà poi sostituita dall'odierna chiesa del Santissimo Redentore). Figlio di Giacomo fu Alessandro, che fu capitano del castello di Pergine sotto Claudia de' Medici e poi per conto del principe vescovo di Trento: con lui, morto nel 1712, si estinse questo ramo della famiglia. Il palazzo perginese passò alla famiglia Paoli, poi divenne sede di un orfanotrofio femminile, e ad oggi è destinato ad uso abitativo e commerciale.

### Ramo di Trento e Segonzano

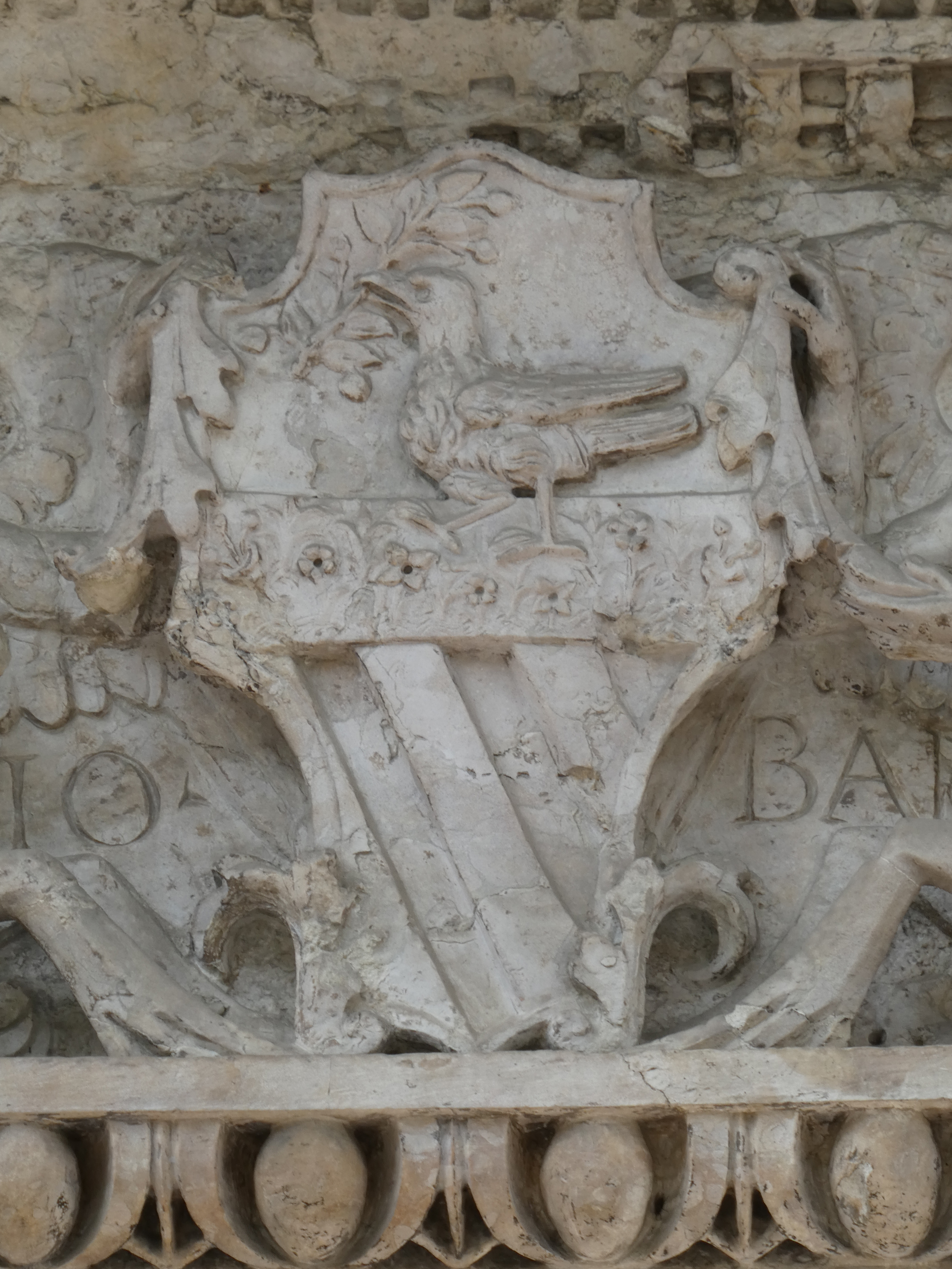
Lo stemma della famiglia a Prato sul portale laterale della chiesa di Santa Maria Maggiore di Trento

L'altro figlio di Antonio, Geroldo (o Giroldo, morto probabilmente poco dopo l'aprile 1491), fu commerciante di successo con bottega in piazza Duomo, console nel 1490, e alla morte aveva accumulato diverse ricchezze, fra cui quattro case a Trento e terreni a Trento, Cognola e Segonzano; il 28 agosto 1452 sposò Antonia figlia di Bartolomeo da Pergine, di famiglia benestante; il loro contratto nuziale è il primo documento pervenutoci a citare gli a Prato. Rimasto vedovo, nel 1479 sposò Margherita Pona di Geremia, da cui ebbe Antonio, Giovanni Battista, Antonia e Valentina, matrimonio che segnò l'ingresso degli a Prato nel patriziato trentino; il legame tra gli a Prato e i Pona Geremia, documentato dalle decorazioni di palazzo Geremia a Trento, era anche di tipo commerciale oltre che familiare, dato che entrambe le famiglie avevano affari nel mercato siderurgico e minerario. Geroldo si fece costruire un sepolcro nella vecchia chiesa di San Bernardino, che venne poi traslato nella nuova. 

#### Cinquecento

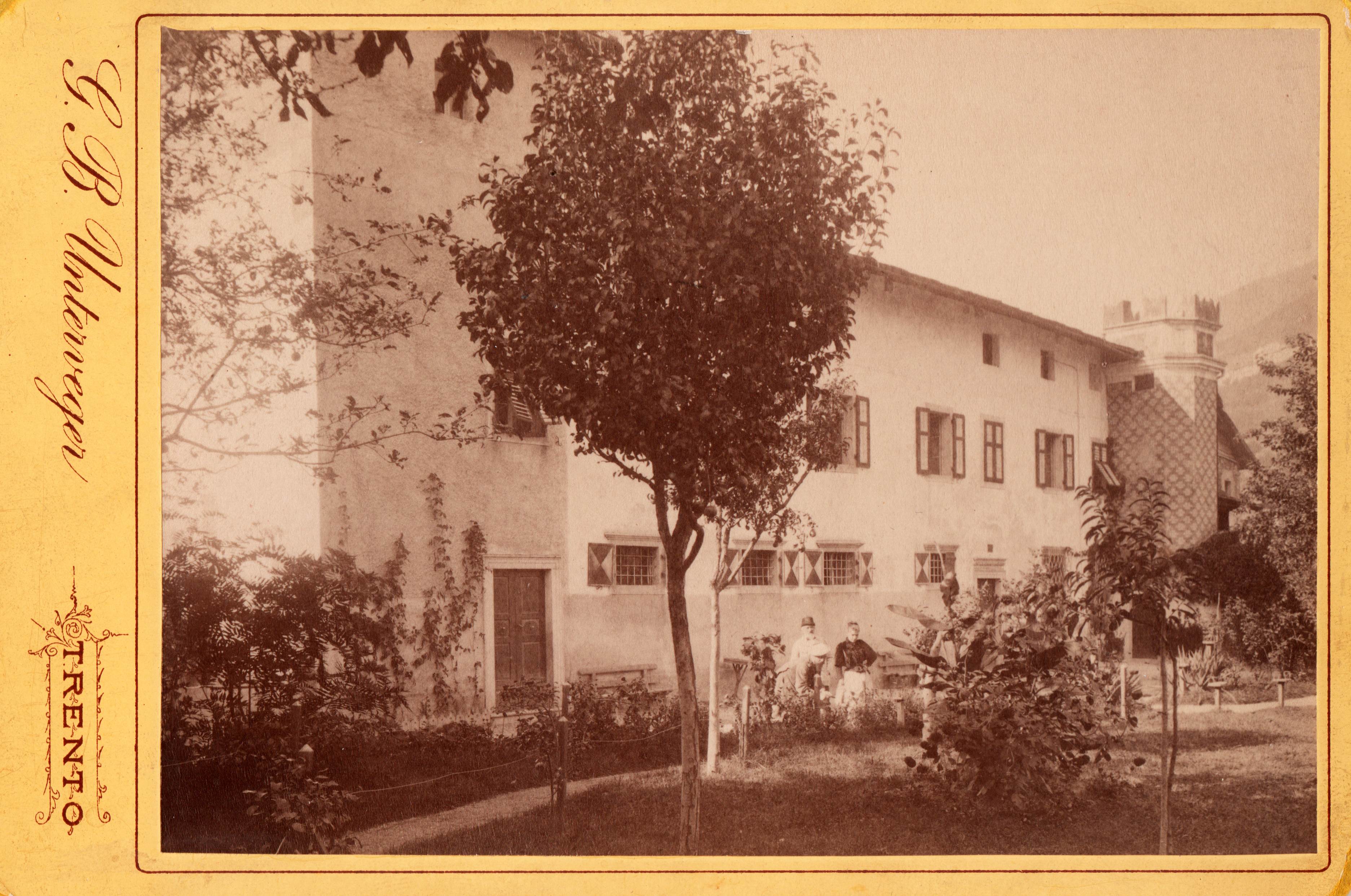
Palazzo a Prato a Piazzo in una fotografia di fine Ottocento di Giovanni Battista Unterveger

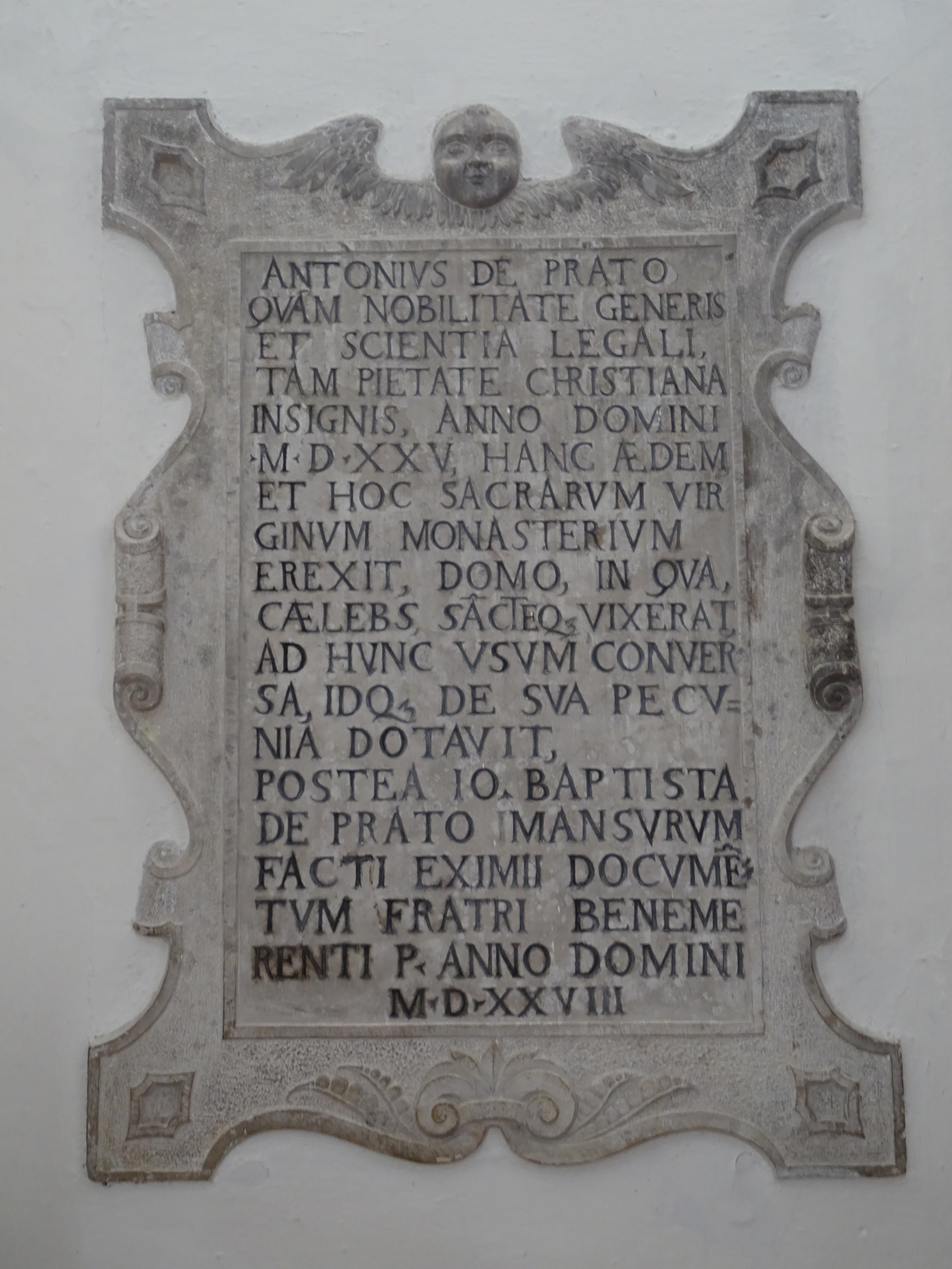
Lapide ad Antonio a Prato nella chiesa della Santissima Trinità di Trento

A inizio Cinquecento la famiglia fece costruire in città il Palazzo a Prato; al suo interno si tennero le conferenze preparatorie per le sessioni del concilio di Trento, e vi soggiornarono anche diverse importanti personalità, fra le quali, tra il 1545 e il 1547, i legati pontifici Giovanni Maria Ciocchi del Monte, Marcello Cervini e Reginald Pole. Questo palazzo passò di mano ai Madruzzo entro la fine del secolo, andò quasi totalmente distrutto in un incendio nell'Ottocento, e venne infine demolito e sostituito dal palazzo delle Poste.
Si hanno diverse notizie sui due figli maschi di Geroldo a Prato (che erano ancora minorenni alla morte del padre): Antonio fu giurisperito laureato a Siena, autore di alcuni trattati di legge; rimasto celibe e ritiratosi "a vita mistica" già in gioventù, acquistò un terreno con palazzo in Borgo Nuovo a Trento, che fece convertire in monastero per le monache clarisse, edificandovi a fianco la chiesa della Santissima Trinità; al suo interno troveranno sepoltura molti membri della famiglia, lui per primo, fino al 1790 (anno in cui le sepolture in chiesa vennero vietate).
L'altro figlio di Geroldo, Giovanni Battista, continuò con profitto l'attività di mercante del padre, in particolare nel settore minerario, e possedeva un laboratorio per la lavorazione del rame al Bus de Vela; fece costruire l'arco santo, l'avvolto del presbiterio e il portale laterale della chiesa di Santa Maria Maggiore e l'organo della chiesa di San Pietro, fu console a Trento negli anni 1507, 1520 e 1531, e venne creato conte palatino e cavaliere ereditario del Sacro Romano Impero; nel 1499 anche a lui, come al cugino di Pergine, Massimiliano I concesse di inserire la colomba della pace all'interno del proprio stemma. Giovanni Battista a Prato si sposò tre volte: la prima con Maria, figlia del conte Paride Lodron, da cui ebbe un figlio; la seconda con Lucrezia (m. 1516), figlia del conte Giovanni Thiene, da cui ebbe un figlio e due figlie; la terza con Anna, figlia di Guglielmo d'Arsio, da cui ebbe cinque figli e tre figlie. Alla morte nel 1550 venne inumato nel presbiterio della chiesa di Santa Maria Maggiore di Trento.
Nel 1535, Giovanni Battista a Prato acquistò da Cristoforo Filippo Lichtenstein, per 18.000 fiorini renani, il feudo di Segonzano, succedendogli come capitano del castello di Segonzano e ricevendo l'investitura dal cardinale Bernardo Clesio; nello stesso periodo la famiglia entrò in possesso dell'odierno palazzo a Prato a Piazzo, prima di proprietà della famiglia Barbi di Cembra. Il feudo dava agli a Prato diritto di riscossione delle decime, oltre che a Segonzano, anche a Ceramonte (Bedollo), Albiano, Faver, Valda, Grumes, Grauno, Sover, Cembra, Viarago, Serso e Portolo di Pergine Valsugana. 
Nel 1552 un figlio di Giovanni Battista, Giuseppe, ereditò il feudo, rinnovò il castello e proseguì l'attività mineraria a Trento; da Margherita Busio Castelletti di Nomi egli ebbe sette figli e quattro figlie. Nel 1579 il feudo passò a suo fratello Giustiniano, investito da Ludovico Madruzzo; nove anni prima egli aveva anche ricevuto la carica ereditaria di scalco del principe vescovo, in sostituzione di quella di coppiere o "pincerna" (che spettava anticamente ai signori di Segonzano, ma che dopo la caduta dei Rottenburgo era stata conferita ai conti Thun). Giustiniano contrasse due matrimoni, uno con Sidonia Cuen (o Citronica Khuen) Belasi, l'altro con Isabella Thiene; dalla seconda ebbe otto figli e due figlie.
Tra le altre figure di rilievo della casata vissute nel Cinquecento vi sono tre figli di Giuseppe a Prato e Margherita Busio: Silvio a Prato, che fu canonico del duomo di Trento e vicario generale del principe vescovo Ludovico Madruzzo dal 1581 al 1593, che ottenne le prebende di Appiano, Termeno e parte di quella di Meano; Innocenzo a Prato, console di Trento nel 1582, storico e letterato; e suo fratello gemello Germano, donatore del fonte battesimale della chiesa della Santissima Trinità di Stedro, morto nel 1584.

#### Seicento

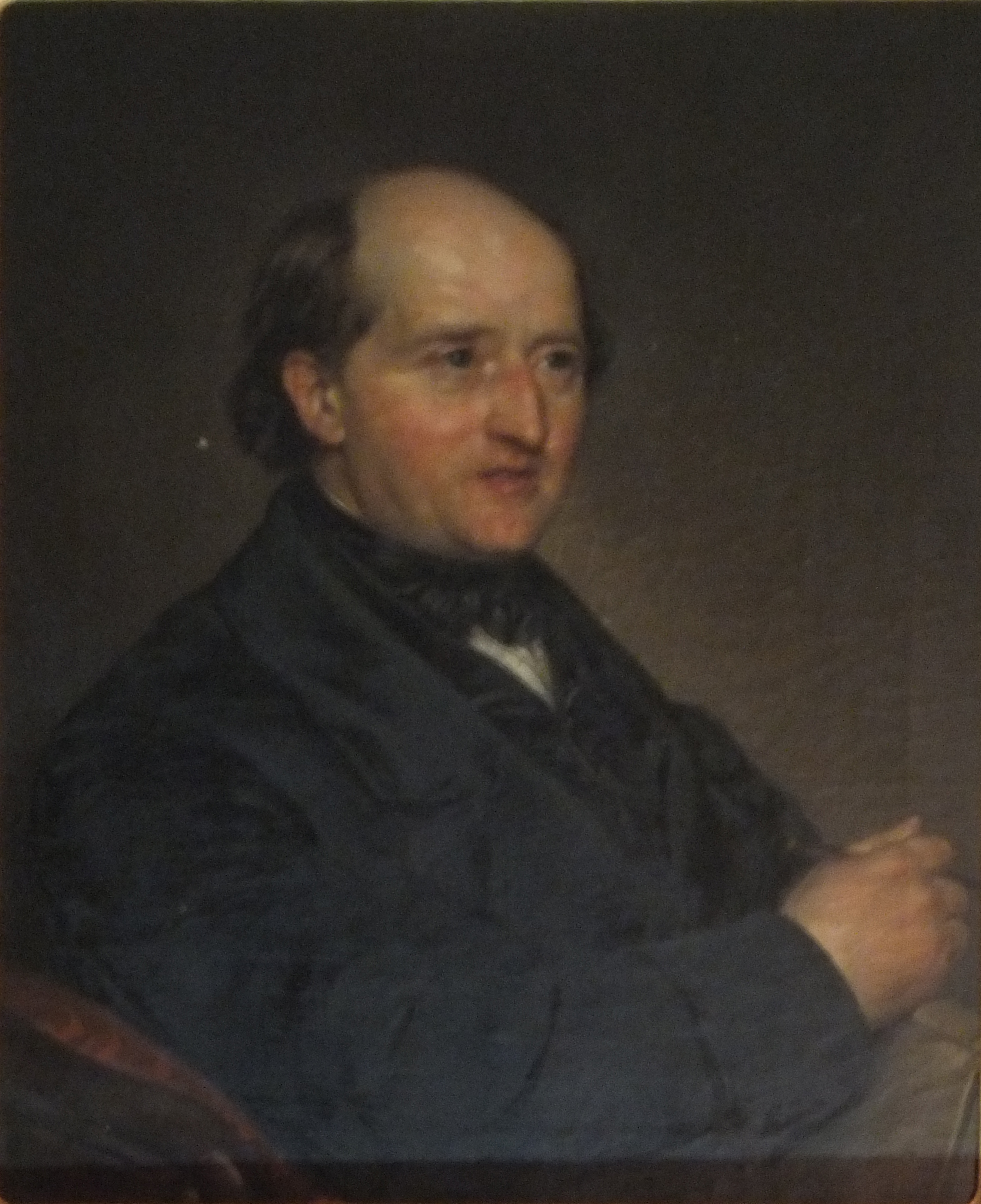
L'abate Giovanni Battista a Prato ritratto da Ferdinando Bassi

A inizio Seicento Ottavio, figlio di Giustiniano, risulta a capo del feudo di Segonzano; a seguito di proteste della popolazione, durante il suo governo nel 1609, venne adottata una Regola per il territorio, stesa dal cugino Innocenzo. Degli altri figli di Giustiniano vanno ricordati Cristoforo e Teodoro, che combatterono nella guerra dei trent'anni; questi, assieme al fratello Giovanni Battista, ricevettero il titolo ereditario di baroni da Ferdinando III nel 1637.
In questo secolo la famiglia conobbe la sua massima espansione. Ottavio a Prato sposò Rosa Moremberg, erede di castel Giovo; ebbero un solo figlio morto giovane, e alla scomparsa di Ottavio Castel Giovo rimase alla famiglia della moglie; il feudo di Segonzano passò a Giovanni Battista Ludovico a Prato, figlio del succitato Giovanni Battista e di Aurelia Lodron; tra suoi fratelli sono da citare Teodoro Antonio, colonnello comandante delle milizie tirolesi, probabile promotore della costruzione della cappella di Sant'Antonio di Piazzo, e Ferdinando Francesco, canonico del duomo di Passavia dal 1676 al 1702; fu probabilmente quest'ultimo a commissionare un quadro votivo raffigurante la Madonna con Bambino (copia di un dipinto situato nel duomo di Passavia, a sua volta una copia della Mariahilf di Lucas Cranach il Vecchio), che venne alloggiato in una cappella appositamente costruita, che sarebbe poi divenuta il santuario della Madonna dell'Aiuto.

#### Dal Settecento in poi

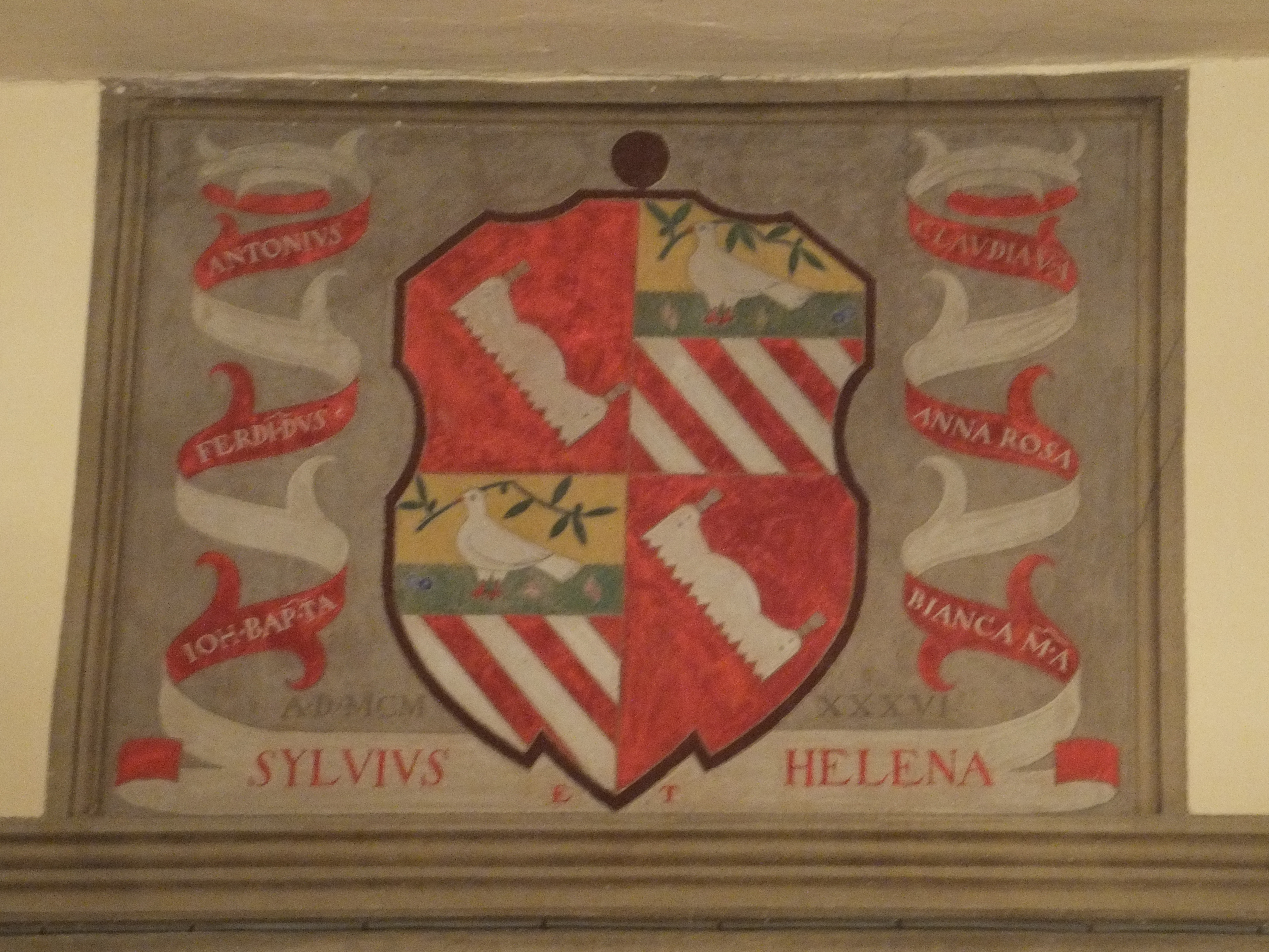
Lo stemma della famiglia a Prato, inquartato con quello del comune di Segonzano, in un piccolo albero genealogico dipinto nel palazzo a Prato di Piazzo, Segonzano

Nel 1707, un figlio di Teodoro Antonio, Giovanni Battista Carlo Giuseppe, venne creato conte dall'imperatore Giuseppe; ebbe vari figli da sua cugina Anna Rosa, i quali governarono la giurisdizione di Segonzano. Durante la battaglia di Segonzano del 1796 il castello rimase gravemente danneggiato; dato che la famiglia non vi abitava più, venne lasciato andare in rovina e vent'anni dopo i ruderi, su concessione della famiglia, vennero smantellati dagli abitanti di Piazzo per reimpiegarne le pietre.
Nel 1821 i tre fratelli Giovanni Battista, Nicolò e Matteo a Prato rinunciarono al diritto di amministrare la giustizia a Segonzano; la giurisdizione venne dapprima annessa al giudizio distrettuale di Civezzano, passando poi a quello di Cembra nel 1842; nel 1869 il feudo di Segonzano venne soppresso come tutti gli altri della contea del Tirolo, per essere quindi allodializzato nel 1872 (il processo venne gestito dagli stessi a Prato). 
Il suddetto Giovanni Battista a Prato, sposato con Lucia de Carli, fu il padre dell'abate Giovanni Battista a Prato (1812-1883), detto "don Tita", sostenitore dell'autonomia trentina, deputato e giornalista; vanno ricordati anche sua sorella Violante (1819-1902), religiosa delle dame inglesi a Merano col nome di madre Salesia e canonichessa di Hall, che fu benefattrice nel paese di Piazzo e fondatrice di uno dei primi asili materni della val di Cembra, e suo fratello Vincenzo, ultimo delegato austriaco a Mantova e dirigente del capitanato di Bolzano. Unico figlio di quest'ultimo, dalla moglie Sofia Ognibeni di Levico, fu Giovanni Battista Napoleone, enologo e viticoltore; da Jeanne Richard (nata a Milano da famiglia originaria di Nyon) egli ebbe due figli: Carlo Emanuele (1895-1968), irredentista, antifascista e giornalista, e Silvio (1892-1975), militare, studioso di araldica e genealogia, che fu presidente tra l'altro della Società per gli Studi trentini. Da Elena Lepetit il baron Silvio ebbe sei figli, tra cui va citato Giovanni Battista (1923-2002), anch'egli competente negli stessi campi del padre, che fu consulente araldico della provincia di Trento.